# Матч ТВ
«Матч ТВ» — російський пропагандистський спортивний телеканал, який почав мовлення 1 листопада 2015 року. Телеканал створено за пропозицією голови правління «Газпрому» Олексія Міллера, у відповідності з дорученнями і указом президента Росії Володимира Путіна на базі спортивної редакції АТ «Газпром-Медіа Холдінг», технічного оснащення АНО «Спортивне мовлення» (бренд «Панорама») і частот телеканалу «Росія-2» (ВДТРК). Оператором каналу є ТОВ «Національний спортивний телеканал».

## Цензура
7 березня 2022 під час трансляції матчів Бундесліги канал перефарбував блакитно-жовтий  логотип Німецької футбольної ліги (DFL), який був так пофарбований у знак солідарності з Україною під час російського вторгнення в Україну.